# Otto Johann von Maydell

Vom schwedischen König 1693 verliehenes Familienwappen der Familie von Maydell

Otto Johann Baron Maydell, auch Maidel oder Maijdell, (* 5. April 1682 in Etz in (Wierland)), war ein schwedischer Generalmajor und russischer Generalfeldmarschall.

## Leben

### Familie
Baron Otto Johann von Maydell war der Sohn von Georg Johann Maydell und Hedwig Helene von Taube, Tochter des Frommhold Taube von Etz, Fähna und Kohne. Seine erste Ehefrau war Gräfin Auguste de St. Pol. Sie gebar einen Sohn und zwei Töchter.
Kinder aus erster Ehe
- Baron Karl Johann von Maydell[3] († erste Hälfte 1743) Major, in welcher Armee ist unbekannt
- Baronesse Beate von Maydell[4] 1758 verehelicht mit Christian Ludwig Scheidt
- Baronesse Franziska Helene von Maydell[4] verehelicht mit Herrn Liebesberg

Seine zweite Ehefrau, die Baronin Charlotte von Tiesenhausen, starb nach der Geburt des jüngsten Kindes im Jahre 1726 und wurde im Kirchspiel Kegel beerdigt.
Kinder aus zweiter Ehe
- Baronesse Johanna Marie von Maydell[4] (* 1724 in Kegel)
- Baron Jacob Johann von Maydell[4] (* 5. Juni 1726 in Kegel)

Im Jahre 1728 ehelichte Maydell Baronin Amalia Charlotta Scheiding, Witwe des Oberst Moritz Friedrich Wrangel, welcher in der Schlacht bei Borga im Jahre 1713 starb. Sie starb nach ihrem Mann im Jahre 1760 in Goldenbeck.
Kinder aus dritter Ehe
- Baronesse Hedwig Helene von Maydell[5] (* 21. März 1727 in Reval, † Februar 1768 in Sankt Petersburg) eheliche den Major Baron Otto Gustav von Rosen
- Baron Georg Gustav von Maydell[5] (* 4. Dezember 1730 in Etz, † 29. August 1766 unverehelicht in Rosenhof in Livland) holsteinischer Oberst, wahrscheinlich in den russisch-holsteinischen Truppen zu St. Petersburg

### Militärische Karriere
Er trat 1698 als Fähnrich in das Regiment seines Vaters ein. Gemeinsam mit seinem Vater kämpfte er 1700 gegen die sächsischen Truppen vor Riga und anschließend im Heer Karls XII. gegen die Russen in der Schlacht bei Narva.
Nach der Verteidigung von Riga wurde er zum Capitän ernannt und in das Dragonerregiment von Otto Welling versetzt. Nach der Schlacht bei Narva wurde er zurück in das Tawastehusche-Regiment versetzt und in der Folge diente er in der schwedischen Provinz Finnland. 1701 nahm er an einen erfolgreichen Streifzug gegen die Russen bei der Stadt Ladoga teil. 1703 erfolgte die Teilnahme an der Schlacht von Systerbäck und 1704 bei dem Gefecht von Walkiasaari.
Maydell wurde 1705 zum Major befördert und im darauffolgenden Jahr zum Oberstleutnant ernannt. 1710 befand er sich zur Beerdigung seines Vaters in Reval, welches die Russen blockierten und in der Folge belagerten. Nach dem Ausbruch der Pest wurde die Stadt am 29. September an die Russen übergeben. Den Schweden in der Stadt wurde freier Abzug gewährt. So konnte Otto Johann nach Schweden zurückkehren und wurde 1711 zum Oberst ernannt.
Er wurde anschließend nach Ostbottnien entsandt um diese Provinz zu verteidigen, was ihm auch für die Dauer von 47 Wochen gelang. Am 28. November 1712 wurde er zum Kommandeur des Tawastehuschen-Infanterieregiments ernannt, in dem er einst seine militärische Laufbahn begonnen hatte. Im selben Jahr nahm er am Feldzug gegen Henoikoiski teil. 1713 folgten Verteidigungskämpfe bei Borga und im selben Jahr war er an der Schlacht bei Palkäne beteiligt. 1714 focht er in der Schlacht bei Storkyro und nahm 1718 mit seinem Regiment, unter dem Befehl von Generalleutnant Carl Gustaf Armfelt, am Feldzug gegen Norwegen teil. Am 18. Juni 1719 erfolgte die Beförderung zum Generalmajor. Auf Bitte seinerseits trat Maydell am 30. August 1727 aus der schwedischen Armee aus und kehrte in das inzwischen russisch regierte Estland zurück.
1736 trat er in die kaiserlich russische Armee ein. Er wurde als Generalmajor der ukrainischen Landmiliz eingestellt. In einer Erklärung an das Kriegs-Collegium vom 30. März 1736 über sein früheres Wirken beschreibt er die Teilnahme an einer Seeschlacht sowie acht Feldschlachten und dreiundzwanzig kleineren Treffen. In diesen Gefechten wurde er am rechten Bein und der rechten Seite verwundet. Über den russischen Kriegsdienst sind keine weiteren Angaben bekannt.